# Comtat de Virneburg

Escut

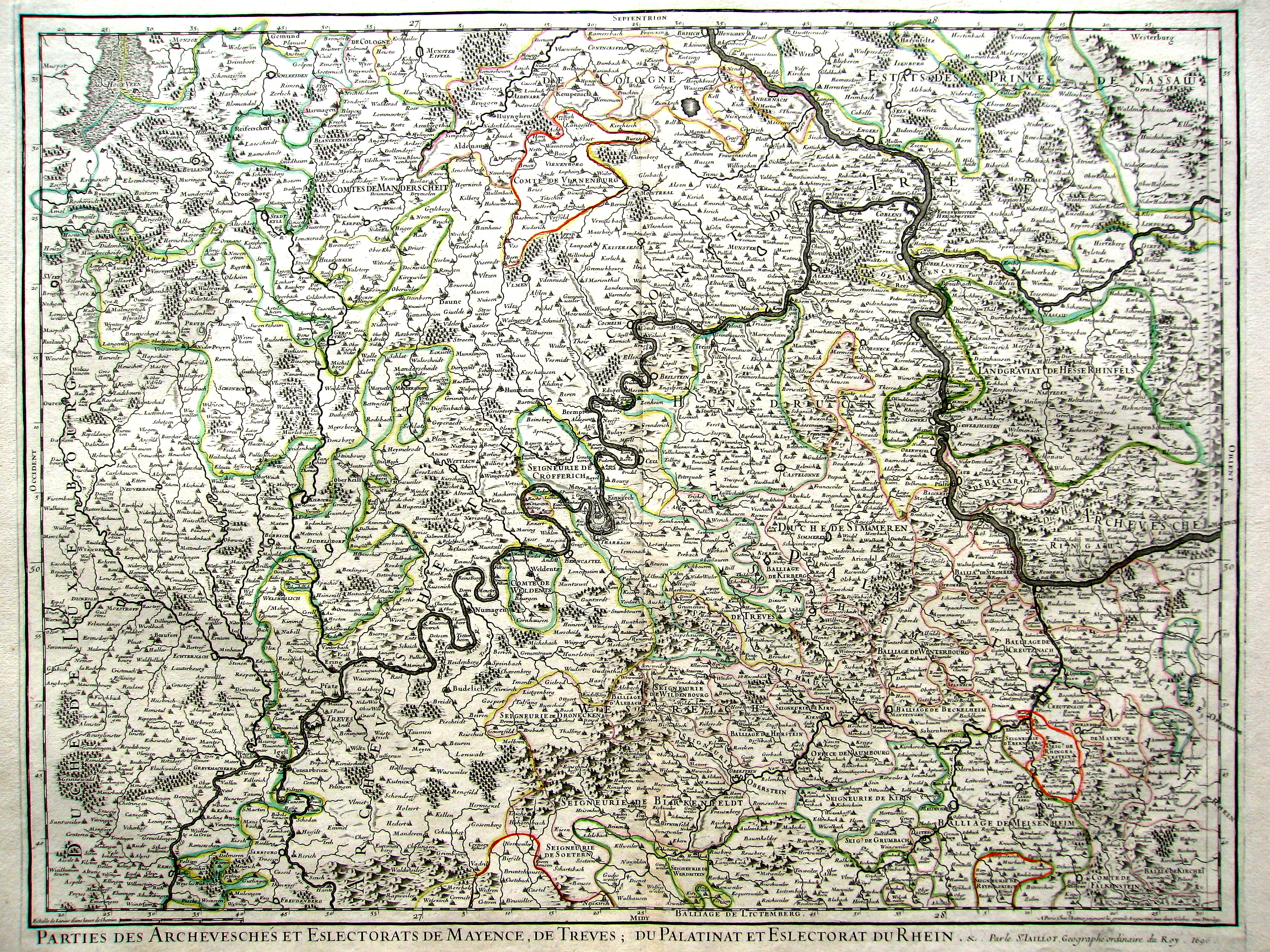
Virneburg visible en un mapa de 1696 (A.-H. Jaillot)

El comtat de Virneburg fou una jurisdicció feudal del Sacre Imperi Romanogermànic sorgit a l'entorn del castell del mateix nom construït al segle XI a la regió d'Eifel en l'actual Renània-Palatinat, esmentat per primer cop al segle XII. La població que porta aquesta nom està situada a l'oest de Coblença entre Mayen a l'est i Adenau a l'oest al sud del país de l'Ahr.
El castell pertanyia als comtes palatins de Lotaríngia que tenia importants drets a la senyoria de Pellenz però la van cedir als comtes de Sayn. El 9 d'agost de 1187 els comtes Godofred i Frederic cedien el comtat i el castell a l'arquebisbe Joan de Treveris en presència del comte palatí Enric, el sobirà feudal i de diversos comtes com a testimonis. Llavors fou infeudada per l'arquebisbe a una família que fou coneguda com els comtes de Virneburg que van estendre la jurisdicció per l'adquisició de nombroses terres i feus rebuts de l'arquebisbat. En carta del 8 d'abril del 1277 s'anomenen dos comtes, Enric i Rupert, que apareixen entre els que feien la guerra a l'arquebisbe Sigfrid de Colònia. Rupert II apareix el 1288 com a comandant tàctic del Brabant a la batalla de Worringen. El 1306 el comte Rupert II va comprar la meitat del comtat de Wied a Sigfrid d'Eppstein, que havia heretat la regió; aquesta part però va passar al segle XIV Guillem de Braunsberg.
Al segle XIV dos membres de la casa comtal, Enric II de Colònia i Enric III de Magúncia van arribar a ser arquebisbes de Colònia i de Magúncia. Diversos drets feudals es van perdre aquest segle en favor de Trèveris, sota l'arquebisbe Balduí de Luxemburg que va aprofitar les dificultats financeres dels Virneburg. En 1419 Felip de Virneburg es va casar amb Catalina de Neuenahr-Saffenburg, i va recollir els comtats de Neuenahr i Saffenburg iniciant la nissaga de Neuenahr-Saffenburg-Virneburg.

## Comtes
- Enric I
- Rupert I esmentat el 1277
- Enric II 1238-1285 (junt amb l'anterior)
- Rupert II 1285-1311
- Rupert III 1311-1344
- Adolf 1344-1354
- Gerard 1354-1364
- Enric III 1364-1374
- Rupert IV 1374-1402
- Rupert V 1402-1444
- Felip I (junt amb l'anterior) 1402-1443
- Guillem i Rupert VI 1443-1445

El 1445 dos germans es van repartir els dominis formant les línies Virneburg i Saffenburg. A la primera van governar:
- Guillem 1445-1469
- Jordi 1469-1485
- A Virneburg-Saffenburg 1485-1545
- A Manderscheid-Schleiden 1545-1593
- A Löwenstein, 1593.

I a la segona:
- Rupert VI 1444-1459
- Felip II 1459-1517
- Felip III 1517-1534
- Cunó 1534-1545
- A Manderscheid-Schleiden 1545-1593
- A Löwenstein, 1593.

El 1485 la primera branca es va extingir i els hereus foren la branca de Saffenburg que fou coneguda com a Neuenahr-Saffenburg-Virneburg. Quan el 1545 es va extingir aquesta branca, el Neuenahr fou per Jülich i Saffenbburg i Virneburg pels comtes de Manderscheid de la branca de Manderscheid-Schleiden que van recollir l'herència a la mort de Kuno de Virneburg; el 1554 els Manderscheid-Schleiden van entregar la major part a l'arquebisbat de Treveris; la part que van conservar fou elevada a principat de Virneburg el 1604. El 1592/1593 el patrimoni dels Virneburg va passar als Lowenstein-Wertheim coneguts com a comtes de Löwenstein-Wertheim-Virneburg, i sempre en feu de Trèveris, si bé no fou efectiu fins al 1623
El 1794 Virneburg fou ocupada per França i el 1798 va formar part del departament de Rin i Mosela, districte de Bonn. El 1815 el Congrés de Viena va cedir el territori a Prússia i fou part de la província del Baix Rin (dins el cercle d'Adenau) fins al 1946 quan es va formar l'estat de Renània-Palatinat.

## Ubicació i territori
Les possessions dels comtes de Virneburg seu origen en una regió al voltant dels castells i Virneburg i Monreal i molts altres feus. Particularment importants va ser la batllia de Pellenz. Es va originar a partir de l'anomenada "Gran Pellenz", una regió al voltant de Mendig, i el "Petit Pellenz", regió al voltant de Münstermaifeld.